# Saguinus inustus
El tamarino jaspeado o titi de cara moteada (Saguinus inustus) es un primate que se encuentra en las selvas de la Amazonia, al sur de Colombia y noroeste de Brasil.

## Descripción
La longitud de su cuerpo con la cabeza alcanza entre 21 y 29 cm y la de su cola es de 33 a 42 cm. Pesa en promedio 600 g.
El pelo es uniformemente negro, con la cara presenta un parche de piel desnuda blanco a cada lado del hocico, las orejas no tienen pelo y son de color negro. El macho tienen los genitales externos desnudos y la bolsa escrotal blanca y la hembra adulta tiene unos enormes labios mayores que se puede ver de lejos. Los labios mayores pueden jugar un papel social. Carece de pulgares oponibles y posee uñas a manera de garras, excepto las de los pulgares, que son grandes y aplanadas.

## Comportamiento
Como los otros titíes, es de hábitos diurnos y arborícolas. Vive en grupos de entre 4 y 15 individuos. Guía al grupo una hembra dominante. Marca su territorio con secreciones de la especiales.
La hembra dominante es la única fértil y por lo general da a luz gemelos, que son criados por todo el grupo.
Se alimenta principalmente de frutas y también de insectos en proporciones variables según la temporada. Come también flores, néctar, exudados vegetales, ranas, lagartijas y arañas.